# Naples (Maine)
Naples è una città della contea di Cumberland, Maine, Stati Uniti. Fa parte dell'area metropolitana di Portland-South Portland-Biddeford. La popolazione era di 3 872 abitanti al censimento del 2010, ed è sede di parte del Sebago Lake State Park. Naples è un'area di villeggiatura.

## Geografia fisica
Secondo lo United States Census Bureau, ha un'area totale di 3,35 mi² (8,68 km²).

## Storia
L'area fu colonizzata nel 1790. L'agricoltura era limitata dal terreno, che consisteva in terriccio ghiaioso, la cui superficie era disseminata di massi erratici. Gli altipiani, tuttavia, fornivano un buon pascolo per il bestiame, e il fieno divenne la coltura principale.
Intitolata a Napoli (Naples), in Italia, la città fu incorporata il 4 marzo 1834, da parti di Otisfield, Harrison, Raymond e Bridgton. Tra il 1845 e il 1856, annesse altra terra da Sebago, Otisfield e Bridgton. Il Songo Lock, completato due anni prima dell'incorporazione della città, collegava il Long Lake e il Brandy Pond con il lago Sebago, consentendo il passaggio di imbarcazioni da Harrison a Portland attraverso il Cumberland and Oxford Canal a Standish. Una fabbrica di inscatolamento e una cooperativa furono fondate nel villaggio di Naples. La comunità produceva anche carrozze, vestiti da uomo e da ragazzo, stivali e scarpe.
Lo splendido scenario dei laghi, tuttavia, renderebbe il turismo l'industria dominante. I visitatori nel XIX secolo includevano Henry Wadsworth Longfellow e Nathaniel Hawthorne. Per accogliere i suoi passeggeri, Charles L. Goodridge della Sebago Lake, Songo River & Bay of Naples Steamship Company costruì una locanda in una collinetta all'estremità meridionale del Long Lake. Il 26 luglio 1899, il Bay of Naples Inn aprì con 80 camere da letto. Fu progettato da John Calvin Stevens, che ridusse di due quinti un piano originariamente creato per lo sfortunato Metallak Hotel di Colebrook, New Hampshire. Mentre era in costruzione, il Metallak fu distrutto nell'aprile del 1893 durante una violenta tempesta e i suoi investitori abbandonarono il progetto. Il Bay of Naples Inn, che si affacciava sul Monte Washington e sul lato est delle White Mountains, era una popolare località turistica all'inizio del XX secolo. I turisti automobilistici iniziarono ad arrivare dopo la designazione della Theodore Roosevelt International Highway nel 1919 (identificata come United States Route 302 dal 1935).  Il Bay of Naples Inn rimase aperto durante la stagione del 1951, ma nel 1964 fu ritenuto non redditizio e raso al suolo.

## Società

### Evoluzione demografica
Secondo il censimento del 2010, la popolazione era di 3 872 abitanti.

### Etnie e minoranze straniere
Secondo il censimento del 2010, la composizione etnica della città era formata dal 97,4% di bianchi, lo 0,3% di afroamericani, lo 0,2% di nativi americani, lo 0,5% di asiatici, lo 0,0% di oceanici, lo 0,2% di altre razze, e l'1,4% di due o più etnie. Ispanici o latinos di qualunque razza erano lo 0,7% della popolazione.